# Leuc
Leuc település Franciaországban, Aude megyében. Lakosainak száma 823 fő (2022. január 1.). Leuc Cavanac, Couffoulens, Ladern-sur-Lauquet, Verzeille, Villefloure és Palaja községekkel határos.

## Népesség
A település népessége az elmúlt években az alábbi módon változott:
| Lakosok száma | 427  | 529  | 629  | 601  | 793  | 821  | 849  | 865  | 851  | 823  |
|               | 1968 | 1982 | 1990 | 2006 | 2013 | 2015 | 2017 | 2019 | 2020 | 2022 |